# Памятники культуры древнего Киото
«Памятники культуры древнего Киото (в городах Киото, Удзи и Оцу)» — объект Всемирного наследия ЮНЕСКО. Он включает в себя 17 отдельных объектов в трёх городах Японии: Киото и Удзи (оба в составе административно-территориальной единицы Киото), а также Оцу в префектуре Сига. Тринадцать из них — буддистские храмы; три — синтоистские храмы и один — замок.
Из построек 38 носят статус «Национальное достояние», 160 — «Важный объект культурного наследия», 8 садов — «Шедевр садово-паркового искусства» и 4 сада — «Архитектурно-парковый комплекс высокой художественной ценности». Объект был включён в список Всемирного наследия в 1994 году.

## Критерии отбора
Большое число исторических сооружений в Киото избежали разрушения — здесь не было ни войн, ни нашествий. На данный момент в этом городе объектов культурного наследия сосредоточено больше, чем где-либо ещё в Японии. Памятники культуры древнего Киото (в городах Киото, Удзи и Оцу) — сооружения, датированные X—XIX веками. Они отражают культуру и быт своей эпохи. Историческая важность данных объектов в развитии региона Киото также было отмечена ЮНЕСКО в процессе отбора.

## Список объектов
| Имя | Тип                                                                | Местоположение                                          | Изображение |
| --- | ------------------------------------------------------------------ | ------------------------------------------------------- | ----------- |
| Храм Камовакэикадзути (賀茂別雷神社 Камо Вакэ-икадзути Дзиндзя) или храм Камигамо (上賀茂神社 Камигамо-дзиндзя) | синтоистский                                                       | Кита-ку, Киото, 35°03′37″ с. ш. 135°45′10″ в. д.        |             |
| Храм Камомиоя (賀茂御祖神社 Камо Миоя Дзиндзя) или Храм Симогамо (下賀茂神社 Симогамо-дзиндзя)                  | синтоистский                                                       | Сакё-ку, Киото, 35°02′20″ с. ш. 135°46′21″ в. д.        |             |
| Кёогококу-дзи (教王護国寺) (То-дзи (東寺))                                                                      | сингонский буддистский                                             | храм Минами-ку, Киото, 34°58′51″ с. ш. 135°44′48″ в. д. |             |
| Киёмидзу-дэра (清水寺)                                                                                          | автономный буддистский                                             | Хигасияма-ку, Киото, 34°59′41″ с. ш. 135°47′06″ в. д.   |             |
| Энряку-дзи (延暦寺)                                                                                             | тэндайский буддистский                                             | Оцу, Сига, 35°04′13″ с. ш. 135°50′27″ в. д.             |             |
| Дайго-дзи (醍醐寺)                                                                                              | сингонский буддистский                                             | Фусими-ку, Киото, 34°57′03″ с. ш. 135°49′10″ в. д.      |             |
| Нинна-дзи (仁和寺)                                                                                              | сингонский буддистский                                             | Укё-ку, Киото, 35°01′51″ с. ш. 135°42′49″ в. д.         |             |
| Бёдо-ин (平等院)                                                                                                | совместный дзёдо-буддистский и тэндайский (Дзёдо-сю и Тэндай Удзи) | Удзи,Киото, 34°53′21″ с. ш. 135°48′27″ в. д.            |             |
| Храм Удзигами (宇治上神社 Удзигами Дзиндзя)                                                                     | синтоистский                                                       | Удзи, Киото, 34°53′31″ с. ш. 135°48′41″ в. д.           |             |
| Кодзандзи (高山寺)                                                                                              | сингонский буддистский храм учения Омуро                           | Укё-ку, Киото, 35°03′36″ с. ш. 135°40′42″ в. д.         |             |
| Сайхо-дзи (西芳寺) или Кокэ-дэра (苔寺)                                                                         | риндзайский дзэн-буддистский                                       | Нисикё-ку, Киото, 34°59′31″ с. ш. 135°40′59″ в. д.      |             |
| Тэнрю-дзи (天龍寺)                                                                                              | риндзайский дзэн-буддистский храм учения Тэнрю                     | Укё-ку, Киото, 35°00′57″ с. ш. 135°40′25″ в. д.         |             |
| Рокуон-дзи (鹿苑寺) или Кинкаку-дзи (金閣寺)                                                                    | риндзайский дзэн-буддистский                                       | Кита-ку, Киото, 35°02′21″ с. ш. 135°43′45″ в. д.        |             |
| Дзисё-дзи (慈照寺) или Гинкаку-дзи (銀閣寺)                                                                     | риндзайский дзэн-буддистский                                       | Сакё-ку, Киото, 35°01′36″ с. ш. 135°47′53″ в. д.        |             |
| Рёан-дзи (синдзитай: 竜安寺, кюдзитай: 龍安寺, Храм покоящегося дракона)                                        | риндзайский дзэн-буддистский храм учения Мёсиндзи                  | Укё-ку, Киото, 35°02′04″ с. ш. 135°43′05″ в. д.         |             |
| Ниси Хонган-дзи (西本願寺)                                                                                      | буддийский (Дзёдо-синсю)                                           | Симогё-ку, Киото, 34°59′31″ с. ш. 135°45′05″ в. д.      |             |
| Замок Нидзё (二条城 Нидзё-дзё)                                                                                  | замок                                                              | Накагё-ку, Киото, 35°00′50″ с. ш. 135°44′51″ в. д.      |             |